# نفي (رياضيات)
في الجبر البوليني والرياضيات، النفي هو عملية أو رابط بين القيم وعكسها، مثلا من صحيح إلى خطأ ومن خطأ إلى صحيح، أو من القيمة المنطقية (0) إلى القيمة المنطقية (1) والعكس.